# Anna von Bonin
Anna von Bonin, geborene von Zanthier (Pseudonym Hans Werder; * 8. September 1856 in Groß Wunneschin, Kreis Lauenburg in Pommern; † 18. Juni 1933 in Schönwerder A, Kreis Pyritz) war eine deutsche Schriftstellerin.

## Leben
Anna von Zanthier wurde auf Gut Groß Wunneschin als Tochter des Rittergutsbesitzers Eugen von Zanthier (* 1801; † 1872) und dessen zweiter Ehefrau Charlotte von Puttkammer-Versin (* 1827; † 1888) geboren. Sie heiratete 1876 Konrad von Bonin (* 1847; † 1935) aus dem pommerschen Adelsgeschlecht Bonin und lebte seitdem auf Gut Schönwerder A. Anna und Konrad hatten eine Tochter, Ellinor, sie gründete mit dem Juristen Otto von Bonin-Schönwerder eine Familie und adoptierten den Neffen Tesmar von Bonin-Grabow. Dieser erbte auch Schönwerder.
Sie veröffentlichte – unter dem Pseudonym Hans Werder – zahlreiche Romane. Nach dem Zweiten Weltkrieg wurde sie nur noch selten gedruckt. In der von Fritz Raeck im Jahre 1969 herausgegebenen Anthologie Pommersche Literatur ist sie mit einem Auszug aus einem Roman vertreten.
Sie starb am 18. Juni 1933 auf Gut Schönwerder A. Der Generalleutnant Hans Georg von Zanthier (* 1891; † 1969) ist ihr Neffe.

## Werke (Auswahl)
- Junker Jürgen. 1888.
- Der wilde Reutlingen. 1891.
- Schwertklingen. 1897.
- Im Burgfrieden. 1905.
- Fels in der Brandung. 1924.
- An rauschenden Wassern. Otto Janke Verlag, Berlin 1924.
- Heilige Heimat. Janke, Leipzig 1932.

## Genealogie
- Gothaisches Genealogisches Taschenbuch der Adeligen Häuser, A (Uradel). 1932, Jahrgang 31, Justus Perthes, Gotha 1931, S. 640. (Zanthier)
- Hans Friedrich von Ehrenkrook, Friedrich Wilhelm Euler: Genealogisches Handbuch der Adeligen Häuser, A (Uradel), Band III, Band 15 der Gesamtreihe GHdA, C. A. Starke, Glücksburg/Ostsee 1957, S. 34–69. ISSN 0435-2408 (Bonin)
- Hans Friedrich von Ehrenkrook, Friedrich Wilhelm Euler, Walter von Hueck: Genealogisches Handbuch der Adeligen Häuser. A (Uradel), Band VI, Band 29 der Gesamtreihe GHdA, C. A. Starke Verlag, Limburg an der Lahn 1962. ISSN 0435-2408 (Zanthier)